# Acun Ilıcalı

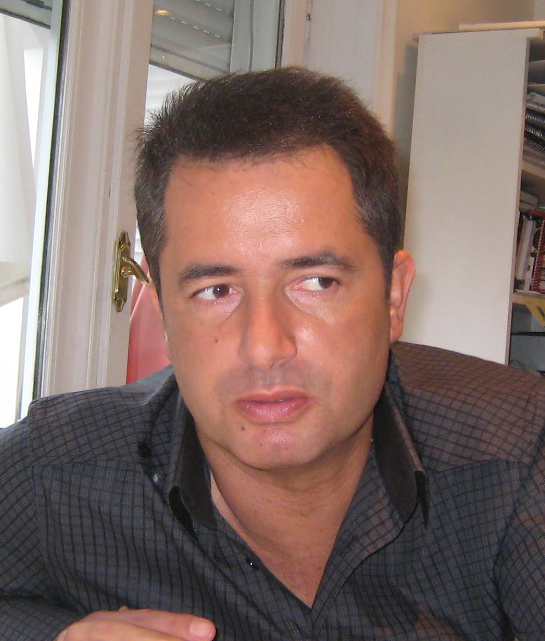
Acun Ilıcalı, 2008

Acun Ilıcalı (* 29. Mai 1969 in Edirne) ist ein türkischer Filmproduzent und Moderator. Außerdem ist er Gründer und Eigentümer, verfügt aber nicht über den gesamten Anteil, der Fernsehproduktionsfirma Acun Medya. Bekannt wurde er durch die Fernsehshow Acun Firarda. Sein Engagement beim Fußballverein Fortuna Sittard aus den Niederlanden im Jahr 2020 beendete er nach kurzer Zeit. 2022 erwarb er Hull City aus England.

## Leben
Acun Ilıcalı wurde 1969 in der nordwesttürkischen Stadt Edirne geboren. Seine Familie kommt aus Aziziye in Erzurum. Er beendete seine Schule in Edirne. Er besuchte die Gymnasien Kadıköy Maarif Koleji und Kadıköy Anadolu Lisesi in Istanbul und studierte danach an der Universität Istanbul Englisch.

### Fernsehkarriere
Ilıcalı startete seine Karriere im Fernsehen als Sportreporter. Danach moderierte er verschiedene TV-Programme.
Im Jahr 2004 gründete er seine Produktionsfirma Acun Medya. Mit dieser produzierte und moderierte er viele TV-Shows wie O Ses Türkiye, Yetenek Sizsiniz Turkiye (Das Supertalent), Survivor Türkiye und Yok Böyle Dans (Let’s Dance). 2005 war er bei dem türkischen Fernsehsender Kanal D unter Vertrag. Von 2006 bis Sommer 2012 war er bei Show TV und Sommer 2012 bis Sommer 2014 bei Star TV unter Vertrag.
2013 erwarb Ilıcalı und seine Acun Medya 70 % der Anteile des Fernsenders tv8. Seit August 2014 werden alle seine Sendungen auf diesem Sender ausgestrahlt.

### Privates
1988 heiratete er zum ersten Mal und hat aus dieser Ehe eine Tochter. Er verlor seine Eltern, nachdem er sein erstes Kind bekommen hatte, und ließ sich danach im Jahre 1993 von seiner Frau scheiden. Im Jahre 2003 heiratete er Zeynep Yılmaz, mit der er bereits 10 Jahre zusammen gewesen ist. Aus dieser Ehe hat Ilıcalı zwei weitere Töchter.
2016 ließ er sich von Yılmaz scheiden und heiratete im September 2017 Şeyma Subaşı. Ilıcalı und Subaşı haben eine gemeinsame Tochter. Ilıcalı und Subaşı ließen sich im November 2018 scheiden.

## Filmografie

### Als Moderator
- 2002–2006: Acun Fırarda (Show TV)
- 2005: Survivor: Büyük Macera (Kanal D)
- 2006: Survivor: Türkiye – Yunanistan (Show TV)
- 2006: Fear Factor Türkiye (Show TV)
- 2007: Survivor: Aslanlar – Kanaryalar (Show TV)
- 2007–2010: Var Mısın Yok Musun (Show TV)
- 2009: Devler Ligi (Show TV)
- 2009–2015: Yetenek Sizsiniz (2009–2012: Show TV, 2012–2014: Star TV, 2014–2015: TV8)
- 2010: Survivor: Kızlar – Erkekler (Show TV)
- 2010–2012: Yok Böyle Dans (2010–2011: Show TV, 2012: Star TV)
- 2011–2014, seit 2016: Survivor: Ünlüler – Gönüllüler (2011–2012: Show TV, 2013–2014: Star TV, seit 2014: TV8)
- seit 2011: O Ses Türkiye (2011–2012: Show TV, 2012–2014: Star TV, seit 2014: TV8)
- 2015, 2022: Survivor All Star (TV8)
- 2021: Survivor Exxen Cup (Exxen)
- seit 2021: Sürprizimiz Var (Exxen)

### Als Jurymitglied
- 2009–2015: Yetenek Sizsiniz Türkiye (Staffel 1 bis 7)
- 2011: Yok Böyle Dans (Staffel 2)

### Als Schauspieler
- 2002: Tatlı Hayat (Serie)
- 2002: Mumya Firarda (Film)
- 2017: Yol Arkadaşım (Film)
- 2018: Benim Adım Osssman (Film)
- 2018: Jet Sosyete (Serie)
- 2020: Karakomik Filmler 2 (Film)

## Shows
An verschiedenen Universitäten und in verschiedenen Teilen Anatoliens in der Türkei organisierte er Stand-up-Shows. Er erzählte auf eine humorvolle Weise davon, was ihm auf dem Weg zum Erfolg widerfahren sei.